# César Láinez
César Láinez Sanjuán est un footballeur espagnol né le 10 avril 1977. Il évoluait au poste de gardien de but.

## Biographie

### Joueur
César Láinez commence sa carrière en 1994 au sein de la réserve du Real Saragosse,.
En 1998, il intègre l'équipe première du Real Saragosse, mais n'est que gardien remplaçant,.
En 1999, Láinez est prêté au Villarreal CF,.
Il remporte notamment la Coupe du Roi en 2001 : il est titulaire lors de la finale remportée contre le Celta Vigo,.
Par la suite, il devient titulaire des cages en première division espagnole. Le club remporte à nouveau la Coupe nationale lors de la saison 2003-04 : Láinez dispute la finale contre le Real Madrid,.
Avec l'équipe d'Espagne des moins de 20 ans, il participe à la Coupe du monde des moins de 20 ans en 1997. Lors du mondial junior organisé en Malaisie, il joue quatre matchs. L'Espagne s'incline en quart de finale face à l'Irlande.
Il fait également partie du groupe espagnol médaillé d'argent lors des Jeux olympiques d'été de 2000.
Il raccroche les crampons en 2005 prématurément après une longue blessure au genou.
Le bilan de sa carrière en club s'élève à 69 matchs en première division, 37 matchs en deuxième division, et enfin 77 matchs en troisième division.

### Entraîneur
Il entame ensuite une carrière d'entraîneur, dirigeant des clubs comme le Real Saragosse l'UB Conquense ou le CD Teruel.

## Palmarès
| Real Saragosse - Coupe du Roi (2) : - Vainqueur : 2000-01 et 2003-04. |  | Espagne olympique - Jeux olympiques : - Argent : 2000. |